# (11597) 1995 KL1
(11597) 1995 KL1 là một tiểu hành tinh vành đai chính. Nó được phát hiện bởi Robert H. McNaught ở Đài thiên văn Siding Spring ở Coonabarabran, New South Wales, Australia, ngày 31 tháng 5 năm 1995.